# Tengeri traktor

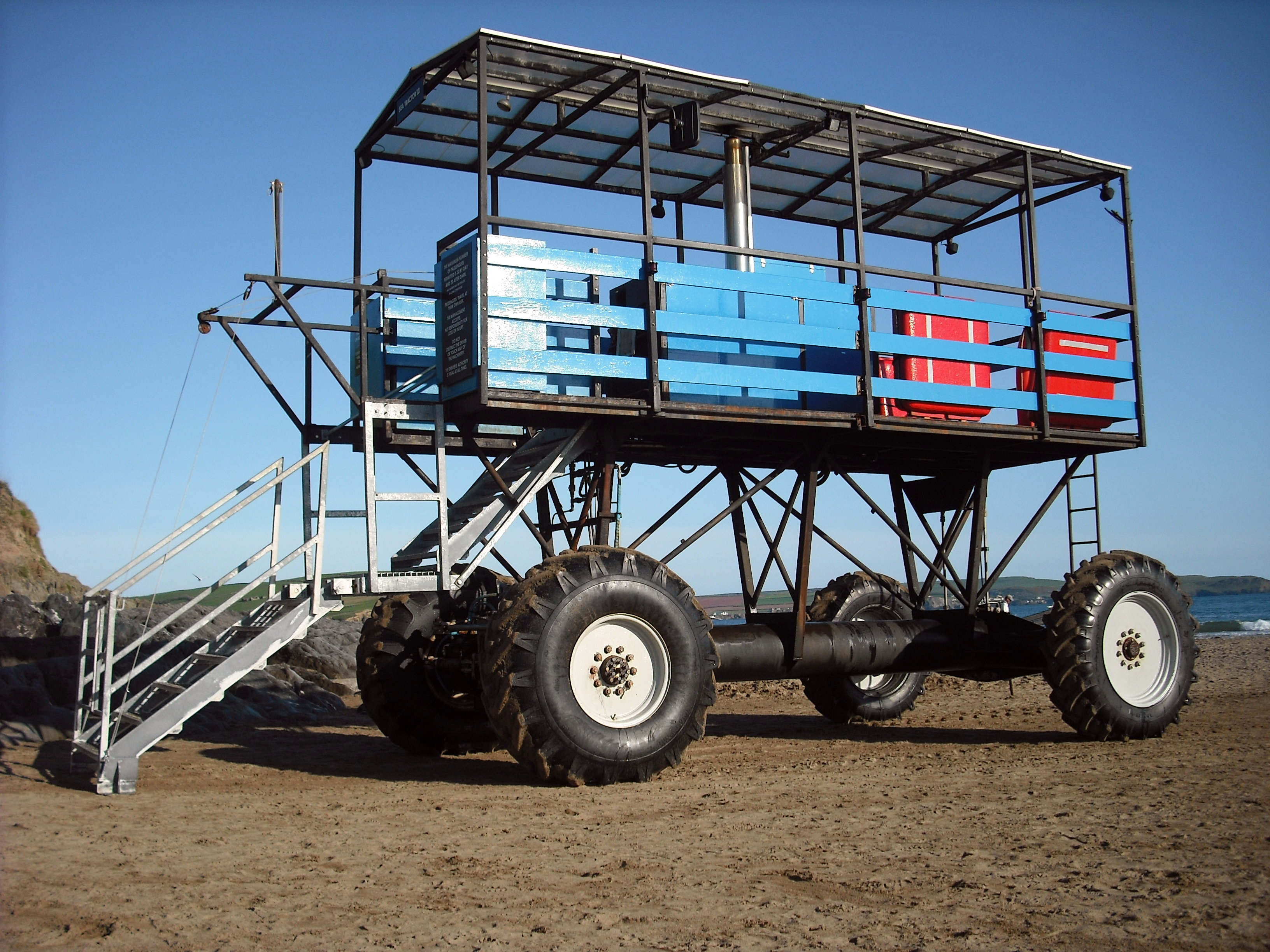
Egy tengeri traktor, amelyik Burgh Island és Bigbury-on-Sea között közlekedik

A tengeri traktor egy motorizált közlekedési eszköz, amelyet arra terveztek, hogy alacsony vízállású tengerszakaszok felett utasokat és csomagokat szállítson. Az alja traktoralapzat, mely felett mintegy 2 méter vagy annál magasabb szinten helyezkedik el az utazószint. A jármű vezetése is innen történik. A korai tengeri traktoroknak 20-40 lóerős motorjuk volt, a maximális utasbefogadó képességük 10 fő volt. Nagyon népszerű volt az 1930-as években, tökéletes élményt nyújtott a partközeli szállodákba utazó utasok számára. Időnként kompként alkalmazták. Napjainkban visszaszorult használatuk, a hajókkal és kompokkal történő utazás sokkal kényelmesebb lett.

## Érdekesség
A David Suchet-féle Poirot-sorozat egyik részében (Nyaraló gyilkosok) többször is látható ez a közlekedési eszköz (a történet eredeti felvételi helye Burgh Islandnél készült).

## Külső hivatkozások
- A burgh islandi-i tengeri traktor
- English Ferry Wades Through Ocean Waves (Aug, 1935)